# Chantillac
Chantillac é uma comuna francesa na região administrativa da Nova Aquitânia, no departamento de Charente. Estende-se por uma área de 18,05 km². Em 2010 a comuna tinha 345 habitantes (densidade: 19,1 hab./km²).